# Гюлих, Мари
Мари Изабель Гюлих (нем. Marie Isabelle Gülich; род. 28 мая 1994 года в Альтенкирхене, земля Рейнланд-Пфальц, Германия) — немецкая профессиональная баскетболистка. Была выбрана на драфте ВНБА 2018 года в первом раунде под общим двенадцатым номером командой «Финикс Меркури». Играет на позиции центровой.

## Ранние годы
Мари родилась 28 мая 1994 года в городе Альтенкирхен (земля Рейнланд-Пфальц) в семье Иоганнеса и Нелли Гюлих, у неё есть брат, Мартин, и сестра, Тереза, а выросла в городе Леверкузен (земля Северный Рейн-Вестфалия), там же училась в гимназии Ландрат-Лукас, в которой выступала за местную баскетбольную команду.